# Probenecida
A probenecida ou probenecid é um agente uricosúrico, muito utilizado em associações de medicamentos (em especial a antibióticos). É um derivado lipossolúvel do ácido benzoico que inibe a reabsorção de urato (sais e ésteres do ácido úrico) no túbulo contorcido proximal, aumentando assim a sua eliminação. Exerce efeito oposto sobre fármacos, em especial a penicilina (em uso concomitante com fenilbutazona) e derivados, inibindo a sua secreção nos túbulos renais e elevando suas concentrações plasmáticas. Em resumo, a probenecida é utilizada para aumentar a durabilidade do efeito medicamentoso, inibindo sua excreção.
Nos Jogos Pan-Americanos de Indianápolis, em 1987, foi utilizada para evitar a detecção de anabólicos-esteroides, infringindo as regras do evento.